# Torneio Pré-Olímpico de Voleibol Masculino de 2012 - América do Sul
O Torneio Pré-Olímpico de Voleibol masculino da América do Sul de 2012 ocorreu de 11 a 13 de maio de 2012 em Almirante Brown, Argentina. Foi disputado por quatro equipes e a Argentina assegurou vaga nos Jogos Olímpicos de 2012

## Equipes participantes
| Equipe    | Participações olímpicas           | Melhor participação |
| --------- | --------------------------------- | ------------------- |
| Argentina | 5 (1984, 1988, 1996, 2000 e 2004) | 1988 (3º)           |
| Chile     | nenhuma                           | -                   |
| Colômbia  | nenhuma                           | -                   |
| Venezuela | 1 (2008)                          | 2008 (9º)           |

## Classificação
|     |           |     | Jogos | Jogos | Jogos | Sets | Sets | Sets  | Pontos | Pontos | Pontos |
| Pos | Equipe    | Pts | T     | V     | D     | V    | P    | R     | V      | P      | R      |
| --- | --------- | --- | ----- | ----- | ----- | ---- | ---- | ----- | ------ | ------ | ------ |
| 1   | Argentina | 9   | 3     | 3     | 0     | 227  | 162  | 1.401 | 9      | 0      | MAX    |
| 2   | Venezuela | 6   | 2     | 2     | 0     | 237  | 217  | 1.092 | 6      | 4      | 1.500  |
| 3   | Colômbia  | 3   | 3     | 1     | 2     | 231  | 272  | 0.849 | 4      | 8      | 0.500  |
| 4   | Chile     | 0   | 3     | 0     | 3     | 204  | 252  | 0.810 | 2      | 9      | 0.222  |

## Resultados
- Horários da Argentina (UTC-3)

| Data   | Hora  |              | Placar |             | Set 1 | Set 2 | Set 3 | Set 4 | Set 5 | Total  | Relatório |
| ------ | ----- | ------------ | ------ | ----------- | ----- | ----- | ----- | ----- | ----- | ------ | --------- |
| 11 mai | 18:10 | 'Venezuela   | 3–1    | Colômbia    | 25–17 | 24–26 | 25–15 | 25–15 |       | 99–73  | 99–73     |
| 11 mai | 21:10 | Chile        | 0–3    | ' Argentina | 16–25 | 13–25 | 14–25 |       |       | 43–75  | 43–75     |
| 12 mai | 18:10 | 'Venezuela   | 3–0    | Chile       | 25–22 | 25–21 | 25–20 |       |       | 75–63  | 75–63     |
| 12 mai | 21:30 | 'Argentina   | 3–0    | Colômbia    | 25–21 | 25–15 | 25–20 |       |       | 75–56  | 75–56     |
| 13 mai | 18:00 | 'Colômbia    | 3–2    | Chile       | 20–25 | 17–25 | 25–23 | 25–17 | 15–8  | 102–98 | 102–98    |
| 13 mai | 21:00 | 'Argentina ' | 3–0    | Venezuela   | 25-19 | 25-19 | 27-25 |       |       | 77–0   | 77-63     |